# Le Masque de la mort rouge (film, 1964)
Pour les articles homonymes, voir Le Masque de la mort rouge (homonymie).
Série Corman-Poe
La Malédiction d'Arkham
(1963) La Tombe de Ligeia
(1964)
Pour plus de détails, voir Fiche technique et Distribution.
Le Masque de la mort rouge (The Masque of the Red Death) est un film fantastique américano-britannique de Roger Corman, sorti en 1964 et inspiré par la nouvelle éponyme d'Edgar Allan Poe, Le Masque de la mort rouge. 
Une intrigue secondaire du film est basée sur l'histoire d'une autre nouvelle de Poe, Hop-Frog.

## Synopsis
Au Moyen Âge, en Italie, le prince Prospero, seigneur des lieux, humilie ses paysans en les terrorisant, en brûlant leurs maisons et en  faisant prisonnier Francesca, une jeune fille ainsi que son père et son petit ami. 
Alors que le convoi de Prospero s’apprête à repartir en son château, ce dernier a la révélation que la « mort rouge » est en train de s'abattre sur la région. Il invite tous les nobles des environs à s'abriter en son château à l'intérieur duquel il va les divertir et donner un grand bal masqué. 
Prospero tente de courtiser Francesca, mais Juliana, l'actuelle compagne de Prospero voit ce projet de liaison d'un mauvais œil. Voulant éloigner sa rivale, Juliana organise la fuite de Francesca et de ses compagnons, mais cette évasion est un échec et Prospero se vengera cruellement. 
Alors que la fête bât son plein, Prospero se retrouve alors devant un étrange personnage masqué : la Mort Rouge.

## Fiche technique
- Titre original : The Masque of the Red Death
- Titre français : Le Masque de la mort rouge
- Réalisation : Roger Corman
- Scénario : Charles Beaumont, R. Wright Campbell d'après Le Masque de la mort rouge et Hop-Frog d'Edgar Allan Poe
- Chef décorateur : Daniel Haller
- Photographie : Nicolas Roeg
- Cadreur : Alex Thomson
- Montage : Ann Chegwidden
- Musique : Dave Lee (en)
- Production : Roger Corman ;  George Willoughby (associé) ;  Samuel Z. Arkoff, James H. Nicholson (exécutifs)
- Société de production : American International Pictures
- Société de distribution : American International Pictures, Anglo-Amalgamated Film Distributors
- Pays d'origine :  Royaume-Uni,  États-Unis
- Format : Couleurs - 35 mm (Panavision) - 2,35:1 - Son mono
- Genre : fantastique, horreur
- Durée : 90 minutes
- Dates de sortie :
  - États-Unis : 24 juin 1964
  - France : 8 octobre 1969

## Distribution
- Vincent Price (VF : Georges Aminel) : Prospero
- Hazel Court (VF : Paule Emanuele) : Juliana
- Jane Asher (VF : Sylviane Margollé) : Francesca
- John Westbrook (VF : Jean Topart) : le spectre rouge
- David Weston (en) (VF : Jean-Pierre Leroux) : Gino
- Nigel Green (VF : Marc de Georgi) : Ludovico
- Patrick Magee (VF : William Sabatier) : Alfredo
- Paul Whitsun-Jones (en) (VF : Philippe Dumat) : Scarlatti
- Robert Brown (VF : Claude Joseph) : le garde
- Sarah Brackett : Grand-mère
- Julian Burton : Señor Veronese
- Gaye Brown : Señora Escobar
- Skip Martin : le nain Quasimodo
- Verina Greenlaw : Esmeralda
- Doreen Dawn : Anna-Marie
- Brian Hewlett : Lampredi
- David Davies (en) (VF : Jean Clarieux) : le représentant des villageois survivants
- John Stone (en) (VF : Jean-Louis Maury) : le chef des gardes

## Autour du film
- Le Masque de la mort rouge est la septième des huit adaptations d'histoires d'Edgar Allan Poe réalisées par Roger Corman entre 1961 et 1965. Les autres furent :

1. La Chute de la maison Usher
2. La Chambre des Tortures
3. L'Enterré vivant
4. L'Empire de la terreur
5. Le Corbeau
6. La Malédiction d'Arkham
7. Le Masque de la mort rouge
8. La Tombe de Ligeia

- L'esthétique de ce film est régulièrement citée parmi les sources d'inspirations du mouvement gothique[1].

### Différences avec la nouvelle de Poe
- La nouvelle de Poe est très courte (moins de 13.000 caractères dans sa traduction par Charles Baudelaire) et ne dévoile qu'un seul personnage, le Prince Prospéro.
- Le prélude au village des paysans n'existe pas dans la nouvelle.
- Les personnages de Juliana et Francesca n'y sont pas mentionnés, de même que les autres villageois et les proches de Prospero.
- La mort de Prospero est beaucoup plus rapide dans la nouvelle et il n'a pas le temps d'avoir ce curieux geste d'humanité envers Francesca (ajouté par les scénaristes du film).